# FC Rukh Lviv
El FC Rukh Lviv (en ucraniano: ФК «Рух» Львів) es un equipo de fútbol de Ucrania que juega en la Liga Premier de Ucrania, la primera división de fútbol del país.

## Historia
Fue fundado en el año 2003 en la ciudad de Vynnyky del oblast de L'viv por iniciativa de Myron Malkevych con el nombre FC Rukh Vynnyky originalmente como una escuela de fútbol.
En 2009 inscriben al primer equipo a nivel aficionado, logrando el título de la categoría en 2014, donde dos años después obtiene el rango de equipo profesional como parte de la Segunda Liga de Ucrania.
En 2019 el club cambia su nombre por el actual, mismo año en el que logra el ascenso a la Liga Premier de Ucrania por primera vez.

## Palmarés
- Campeonato Aficionado de Ucrania (1): 2014
- Campeonato de Fútbol de Lviv (4): 2012, 2013, 2014, 2015
- Copa de Lviv (3): 2012, 2014. 2015